# Eria lactea
Eria lactea är en orkidéart som beskrevs av Friedrich Fritz Wilhelm Ludwig Kraenzlin. Eria lactea ingår i släktet Eria och familjen orkidéer. Inga underarter finns listade i Catalogue of Life.